# Скриплиця (водосховище)
Скрипли́ця (біл. Скрыплі́ца) — водосховище в Кіровському районі, Могильовська область, Білорусь. Відноситься до басейну річки Добисна.
Розташовується за 10 км на північний схід від міста Кіровськ, неподалік від агромістечка Скриплиця.
Водосховище наливне. Було створено в 1981 році для збору вод весняного водопілля на Добисні. Для заповнення улоговини була зведена дамба довжиною 1,05 км. Вода з Добисни подається за допомогою каналу.
Площа дзеркала водойми становить 0,73 км², довжина — 1 км, найбільша ширина — 1,5 км. Найбільша глибина водойми – 5 м, об'єм води – 1,39 млн м³. Площа водозбору – 94 км². Коливання рівня води протягом року становлять 1,5 м.
Створення водосховища переслідувало наступні цілі: регулювання річний стік Добисни, використання зібраних вод для зрошення прилеглих територій, розведення риби.